# هفت اورنگ ابراهیم میرزا
هفت اورنگ ابراهیم میرزا، یا جامی فریر، یک نسخهٔ خطی مصور ارزشمند است، از منظومهٔ هفت‌اورنگ جامی، مشتمل بر ۲۸ نگاره، که در دوران صفوی، میانهٔ سالهای ۹۶۳ تا ۹۷۳ قمری، به دستور سلطان ابراهیم میرزا صفوی، برادرزادهٔ شاه تهماسب، و حاکم وقت خراسان، کتاب‌آرایی و خوشنویسی گردیده، و هم‌اینک در نگارخانه هنر فریر واشینگتن نگهداری می‌شود.

## تاریخچه
ابراهیم میرزا برادرزادهٔ شاه تهماسب، که بسیار مورد توجه وی بوده و خود نیز دستی در شعر و نقاشی و خطاطی داشت، پس از وی بانی کتابخانه یا کارگاه سلطنتی کتاب‌آرایی در مشهد بود. در کارگاه او علاوه بر خوشنویسان و نگارگران مشهدی، نگارگران مکتب تبریز نیز حضور داشتند. یکی از برجسته‌ترین آثار برجای مانده از کارگاه وی، هفت‌اورنگ جامی است، که نگارگرانی چون مظفر علی، میرزا علی (فرزند سلطان محمد نگارگر)، شیخ محمد و آقا میرک در کتاب‌آرایی آن نقش داشته‌اند.

خوشنویسی این اثر نیز توسط خطاطان بنام عصر در طی نه سال و در شهرهای مختلف صورت گرفته‌است. محب‌علی نایی، کتابدار کتابخانهٔ سلطان ابراهیم میرزا، که سرپرست خوشنویسانی چون مولانا مالک دیلمی و شاه محمود نیشابوری بود، به اتفاق ایشان و خوشنویسانی دیگر، چون ملا عیشی هروی و مولانا رستم علی، خطاطان هفت اورنگ جامی بودند.

پس از مرگ شاه تهماسب، ابراهیم میرزا مورد غضب شاه اسماعیل دوم قرار گرفته و به دستور وی کشته شد. کتابخانه و مجموعهٔ هنری ابراهیم میرزا نیز از میان رفت، چنانچه مؤلف گلستان هنر روایت می‌کند که همسرش برای آن که گنجینهٔ کتاب‌های خطی به دست شاه اسماعیل دوم نیفتد، همهٔ را به آب شست. جامی فریر از این حادثه به سلامت رسته و بعدها در کتابخانهٔ شاه عباس اول و سپس به عنوان موقوفه در مقبرهٔ شیخ صفی و چندی نیز در اختیار سلاطین گورکانی هند بوده، و در پایان به نگارخانه هنر فریر واشینگتن رسیده‌است.

## شرحی بر نگاره‌ها و نگارگران
میرزا علی نگارگر فرزند سلطان محمد نگارگر، که نگارگری آثاری چون «کشتن اژدها توسط گشتاسب» در شاهنامهٔ تهماسبی، «نوازندگی باربد در دربار خسرو» و «نمودن شاپور صورت خسرو» در خمسهٔ تهماسبی به وی منسوب است، مجلس‌های «سلامان و آبسال در جزیرهٔ خوشبختی» و «فروش خر» را در هفت اورنگ ابراهیم میرزا ترسیم کرده‌است.
مظفر علی نگارگر که در مکتب تبریز دوم، زیر نظر کمال‌الدین بهزاد نگارگری نموده، و آثاری در شاهنامهٔ تهماسبی به وی منسوب است نیز مجلس‌های «نجات یوسف از چاه» و «دیدار مجنون از لیلی» را در هفت اورنگ نقاشی کرده‌است.

## نگارخانه

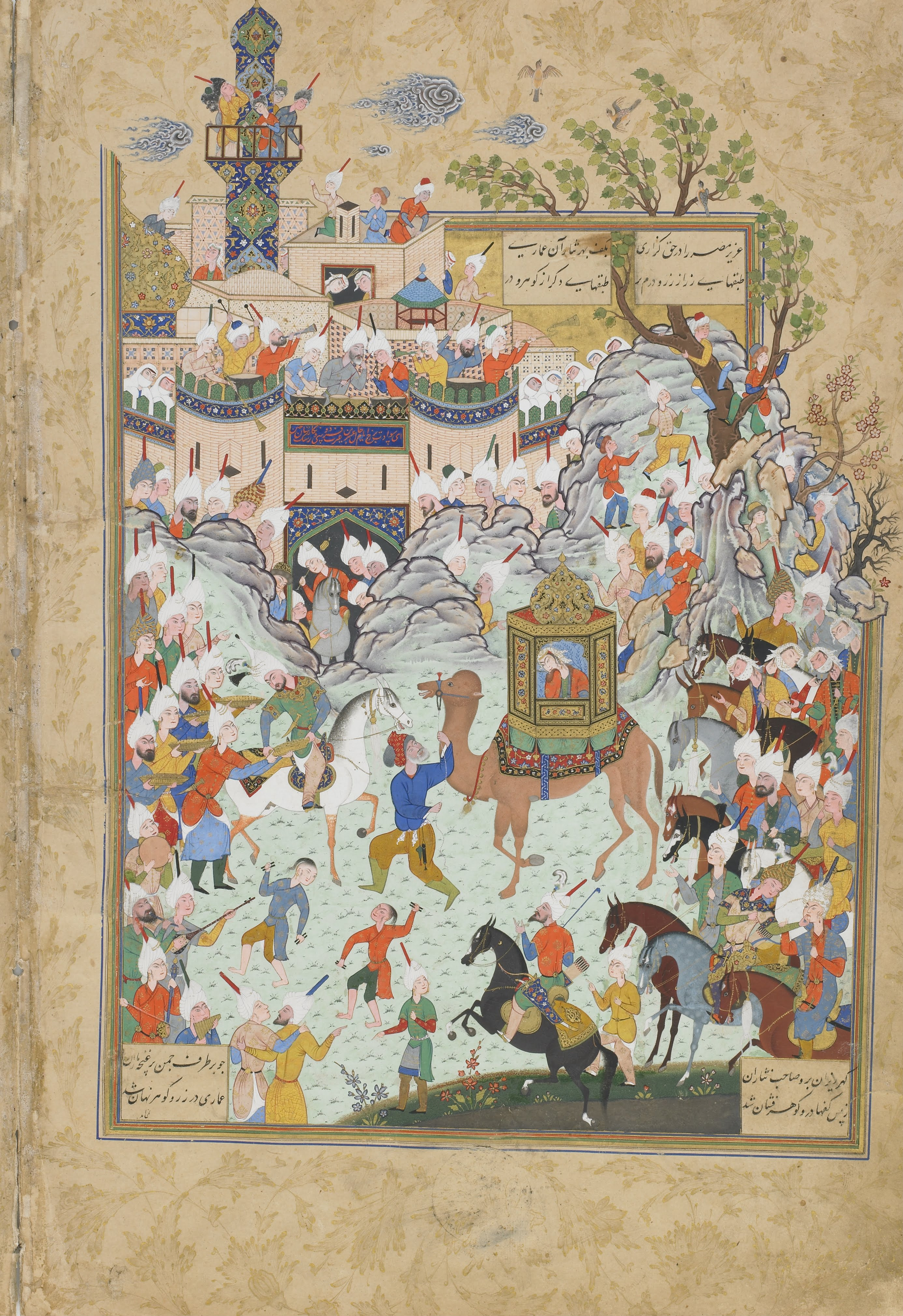
ورود عزیز و زلیخا به مصر و استقبال مصریان از ایشان
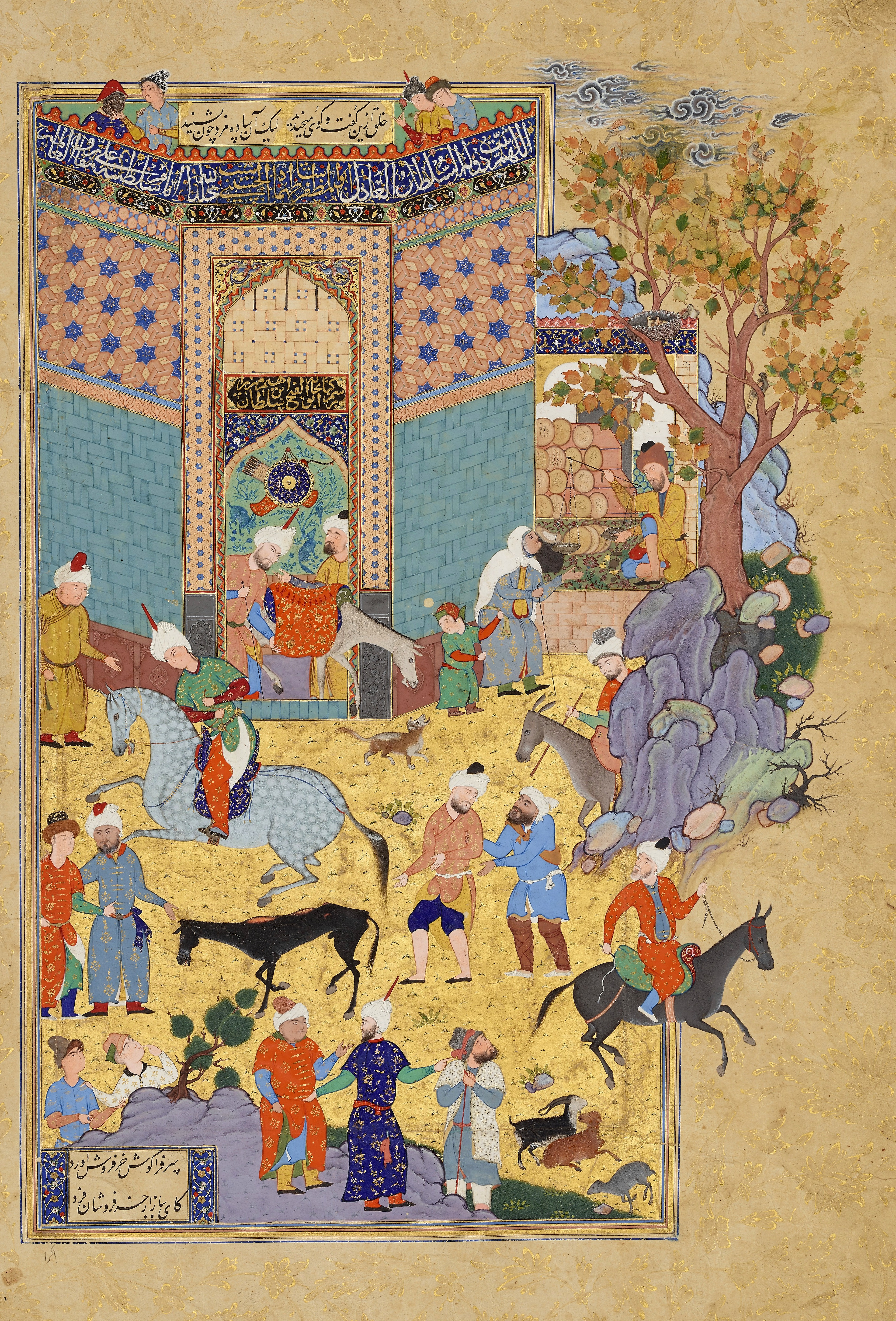
فروش خر (روستایی ساده‌دل از فروشنده تقاضا دارد که درازگوش استثنایی او را نفروشد). منسوب به میرزا علی نگارگر.
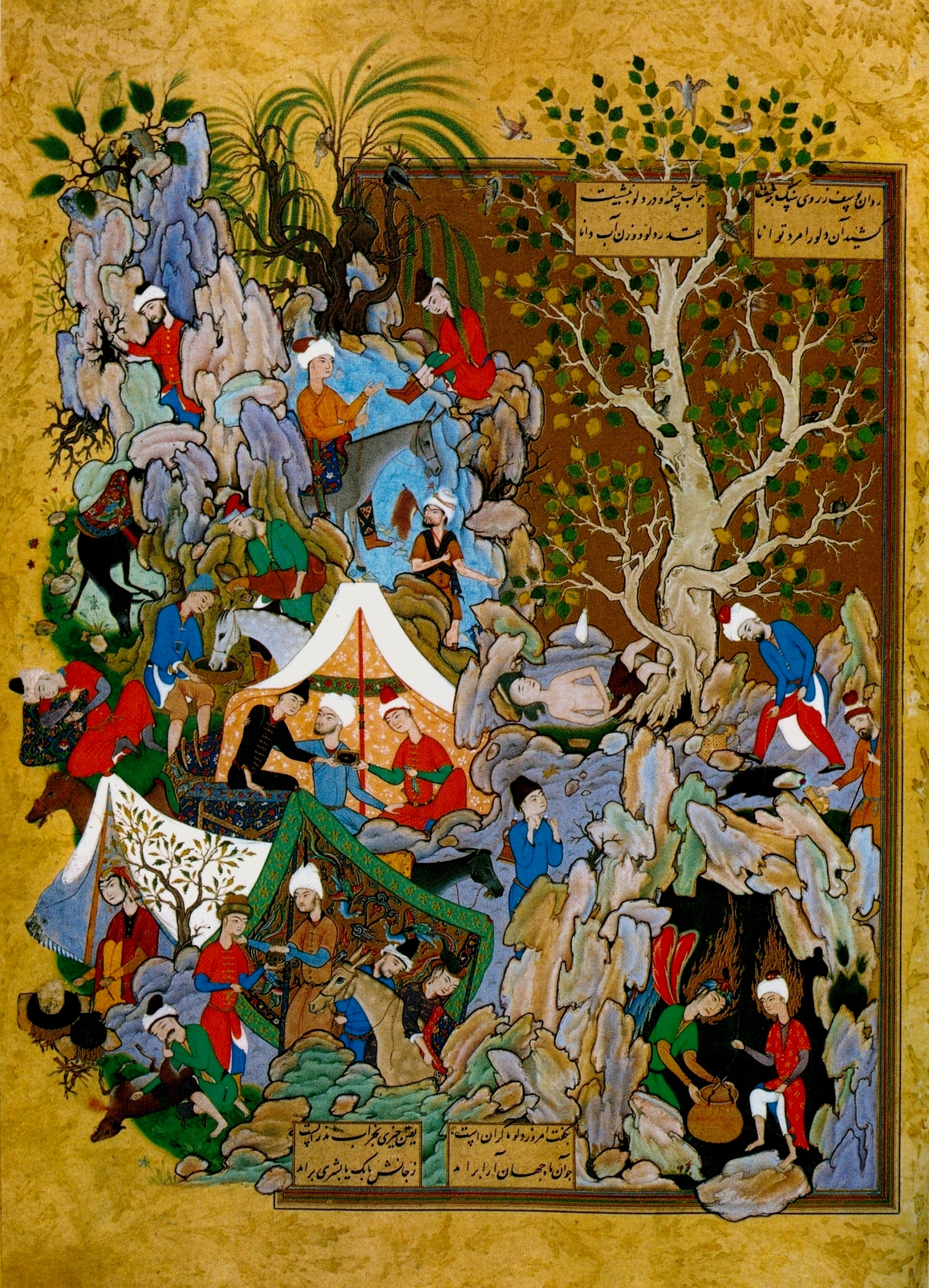
نجات یوسف از چاه، منسوب به مظفر علی نگارگر.
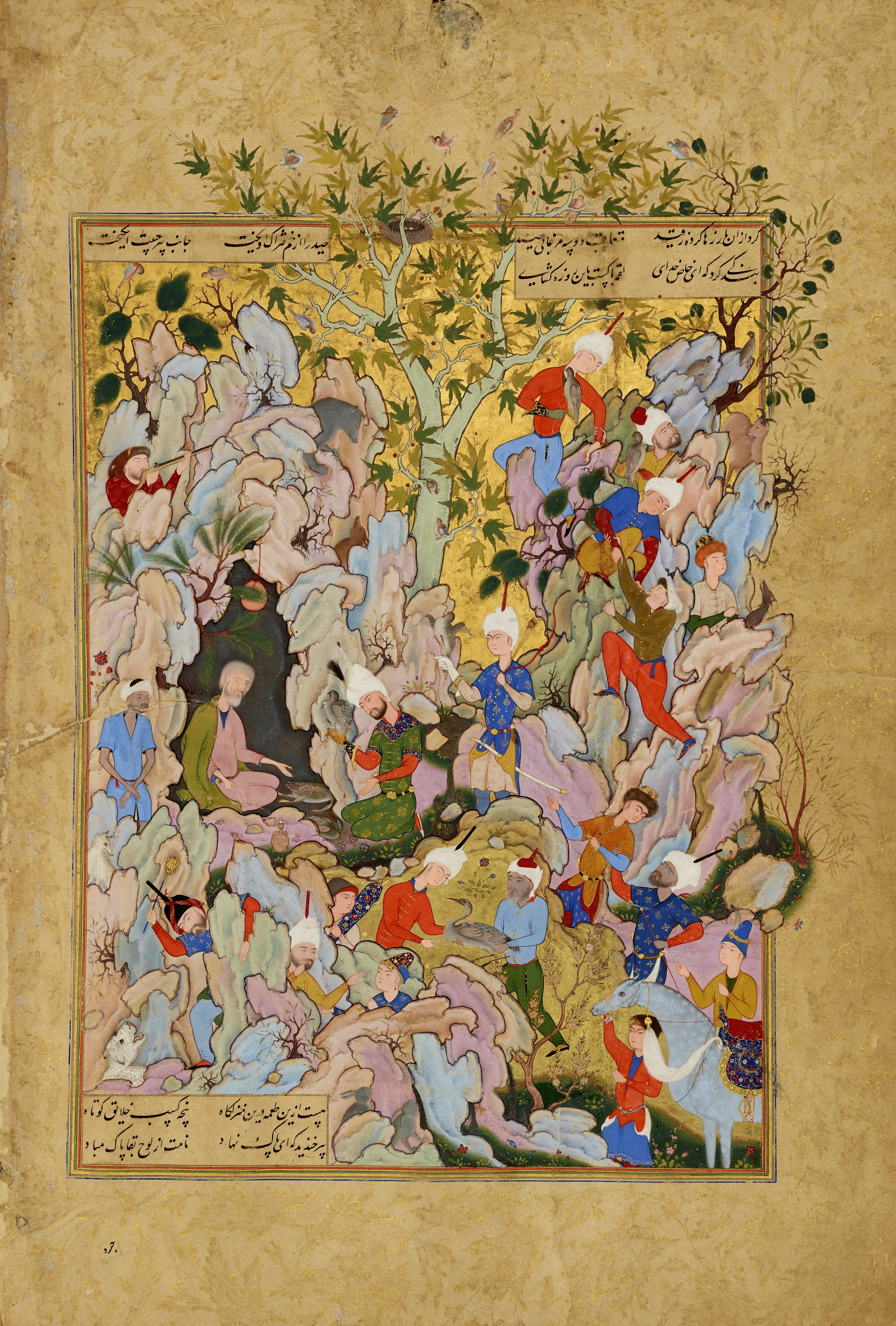
پیر فرزانه و امتناع از پذیرفتن مرغابی اهدایی مُرید، منسوب به میرزا علی نگارگر.
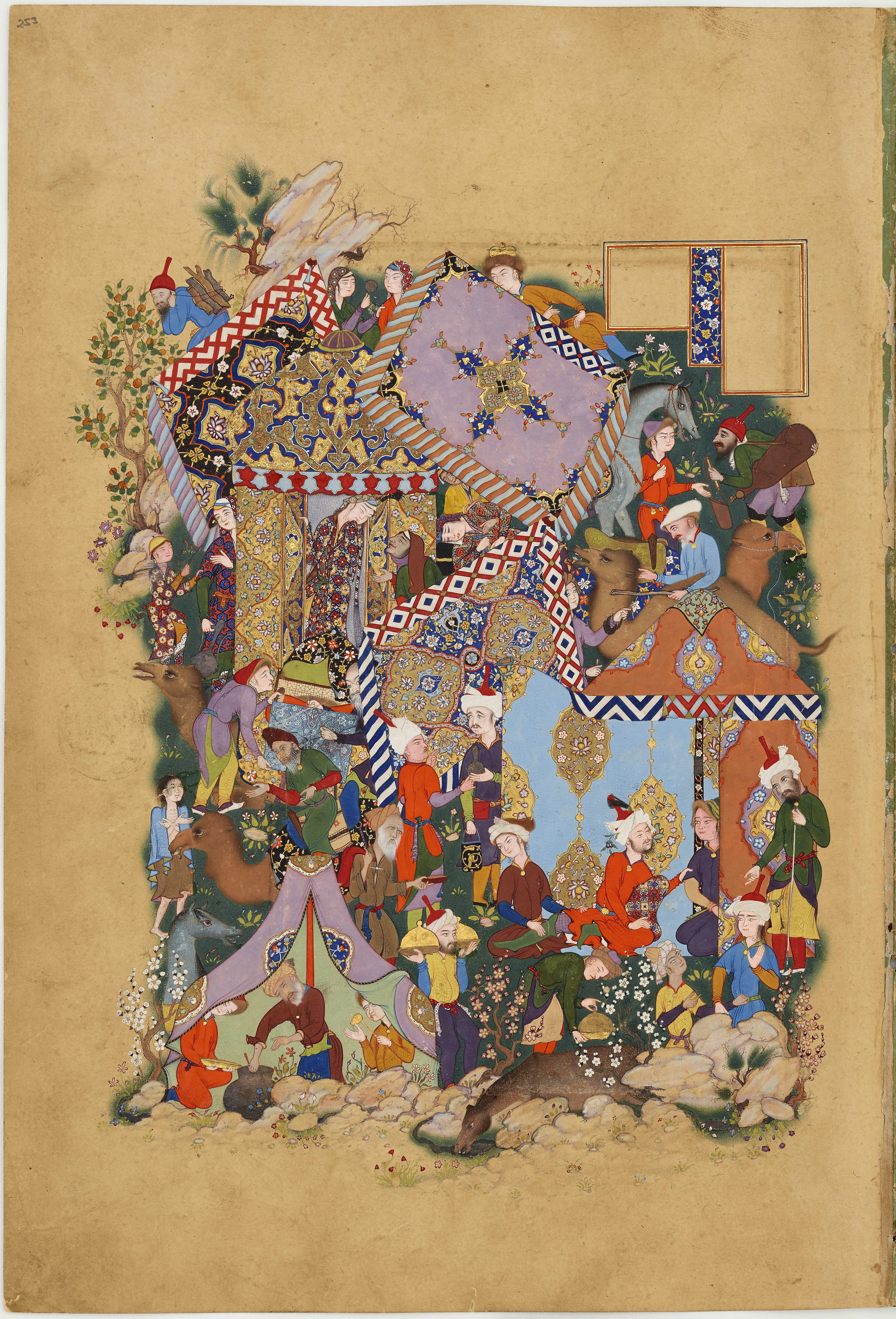
مجنون و رفتن او سوی اتراقگاه کاروان لیلی
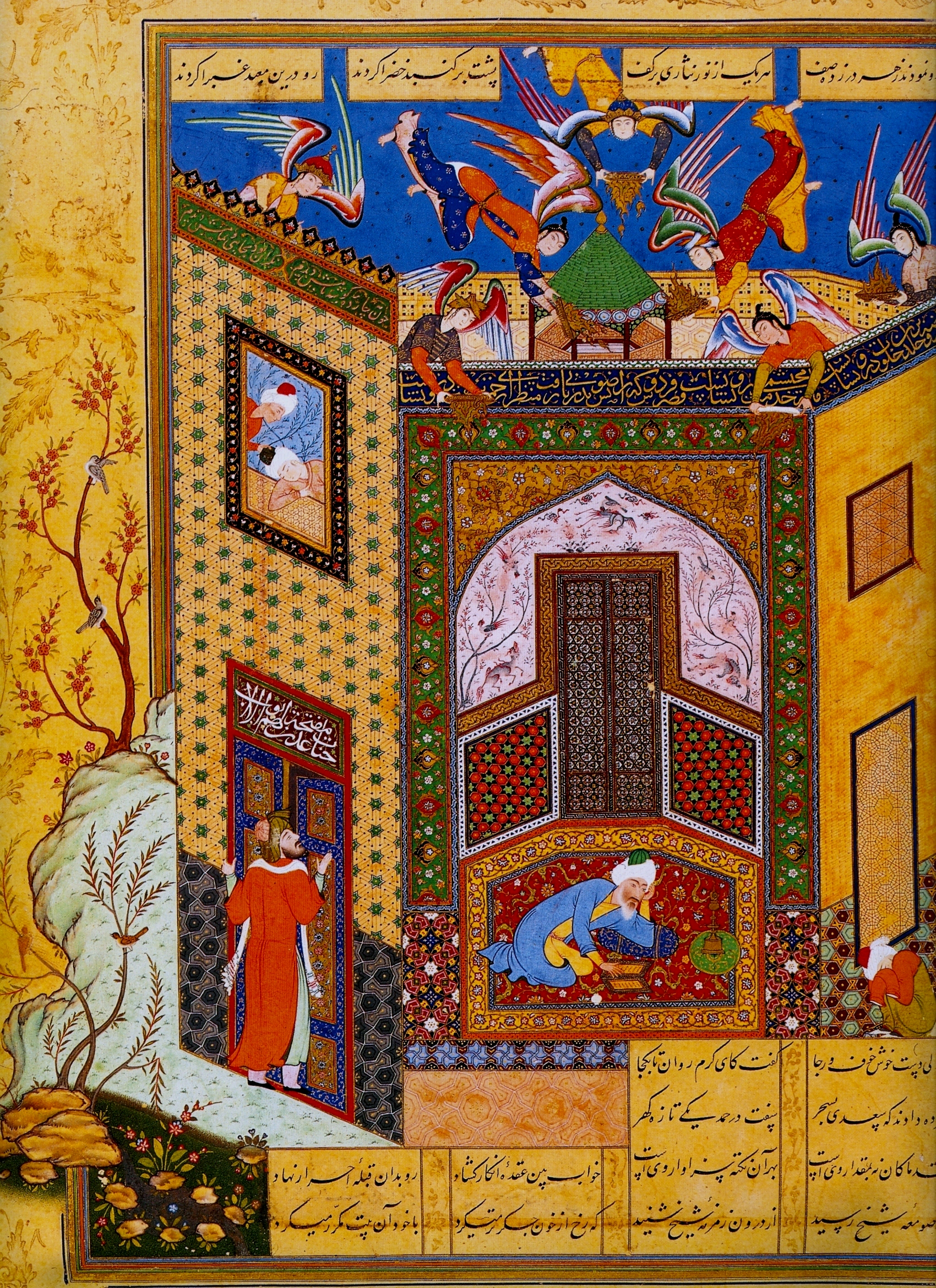
دانای خردمند در خواب می‌بیند که فرشتگان تاجی از نور بر فرق سعدی شاعر می‌نهند.